# (119878) 2002 CY224
(119878) 2002 CY224 — транснептуновый объект, расположенный в рассеянном диске Солнечной системы. Он был обнаружен 7 февраля 2002 года Марком У. Буйе.